# 惠州戰鬥 (國軍內戰)
惠州戰鬥發生於1927年12月28日至1928年1月4日，地點則是在中國粵東一帶，是國民革命軍內部所發生的內戰戰鬥之一。惠州戰鬥的交戰雙方，一方為十一軍陳銘樞部，另一方為四軍繆培南部。